# Tommaso Ammanati
Tommaso Ammanati (Pistoia, 1340/1350 – Avignone, 9 dicembre 1396) è stato uno pseudocardinale italiano, creato dall'antipapa Clemente VII.

## Biografia
Nacque a Pistoia tra il 1340 ed il 1350.
L'antipapa Clemente VII lo elevò al rango di (pseudo) cardinale nel concistoro del 12 luglio 1385.
Morì il 9 dicembre 1396 ad Avignone.